# Pristomyrmex wheeleri
Pristomyrmex wheeleri is een mierensoort uit de onderfamilie van de Myrmicinae. De wetenschappelijke naam van de soort is voor het eerst geldig gepubliceerd in 1965 door Taylor.